# Auguste-Guillaume de Brunswick-Wolfenbüttel
Auguste-Guillaume (8 mars 1662, Wolfenbüttel – 23 mars 1731) est duc de Brunswick-Lunebourg et prince de Wolfenbüttel de 1714 à sa mort.

## Biographie

### Prince héritier
Auguste-Guillaume est le fils aîné d'Antoine-Ulrich de Brunswick-Wolfenbüttel et d'Élisabeth-Julienne de Schleswig-Holstein-Sonderbourg-Norbourg.
À 15 ans, il partit étudier à l'université de Genève (de mai 1677 à décembre 1678). Dans le cadre de son Grand Tour, il traversa la Suisse, la France et les Pays-Bas avant de rentrer à Wolfenbüttel, où il menait une vie retirée, son père ne l'associant pas à la gestion des affaires de la famille  ; mais en 1681, le duc en titre Rodolphe-Auguste de Brunswick-Wolfenbüttel adopta Auguste-Guillaume, faisant de lui le prince héritier : les frères aînés d'Auguste-Guillaume étaient en effet décédés, d'où son adoption par rang successoral, quoique le duc Jean-Adolphe de Schleswig-Holstein, en tant qu'époux de la fille aînée du duc, revendiquât le titre pour lui-même.
Antoine-Ulrich se courrouçait des faveurs du duc envers son fils, ce qui poussa Auguste-Guillaume à reprendre ses voyages : il parcourut l'Italie, la France et le Schleswig-Holstein pour éviter des brouilles continuelles, tout en s'informant auprès de proches de confiance de la tournure des affaires à la cour. À la campagne, il se retirait fréquemment à Langeleben dans les monts de l'Elm, où il avait hérité d'un pavillon de chasse en 1686. Il s'y fit édifier un manoir entre 1689 et 1707, sans doute dessiné par Hermann Korb.
Malgré d'incessantes querelles avec son père, Auguste-Guillaume n'en effectuait pas moins des missions diplomatiques à sa demande : c'est ainsi qu'il camoufla à Rodolphe-Auguste les tractations lucratives de son père avec la France. Dans son opposition au Hanovre, la Prusse, s'efforçait de gagner à elle la principauté de Wolfenbüttel en promettant la cession de l'évêché d'Halberstadt au prince-héritier. Auprès de la cour de Suède, Auguste-Guillaume défendait la politique de la principauté de Wolfenbüttel et le roi Christian V de Danemark lui décerna en 1699 l’Ordre de l'Éléphant.
Peu de temps avant sa mort (survenue le 22 mars 1714) Antoine-Ulrich rédigea un testament politique intitulé „Projekt der väterlichen Ermahnung und Instruction für den Erbprintzen“. Un frère cadet d'Auguste-Guillaume, Louis-Rodolphe, avait épousé Christine-Louise d'Oettingen et par contrat de mariage, avait hérité en 1690 du comté de Blankenburg. Cela contredisait, il est vrai, le droit de primogéniture, mais Antoine-Ulrich justifiait cet héritage dans son « Instruction aux princes-héritiers », par un souci d'équité : en souvenir des déchirements qu'il avait connu dans le passé avec ses frères, il entendait établir une espèce d'équité entre ses fils Louis-Rodolphe et Auguste-Guillaume, à charge pour Louis-Rodolphe de se comporter loyalement envers son aîné. Auguste-Guillaume approuva ce testament, mais on devine sous la plume du père des craintes de rébellion de son aîné : elles auraient été stériles, car l’empereur Joseph Ier avait accordé en 1707 l'immédiateté impériale au duché de Wolfenbüttel.

### Réformes économiques et grands travaux

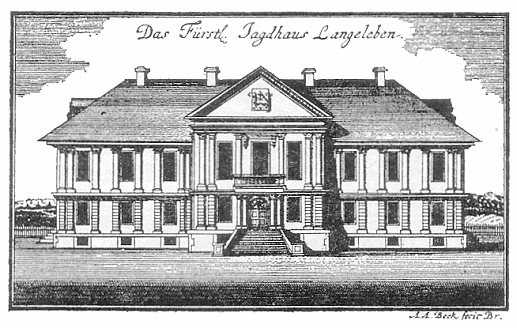
Le château de Langeleben-im-Elm dessiné en 1689 par Hermann Korb pour le duc Auguste-Guillaume.

Couronné duc en 1714, Auguste-Guillaume paracheva la construction des palais et édifices commencés sous le règne de son père, notamment le château de Wolfenbüttel et la place. 

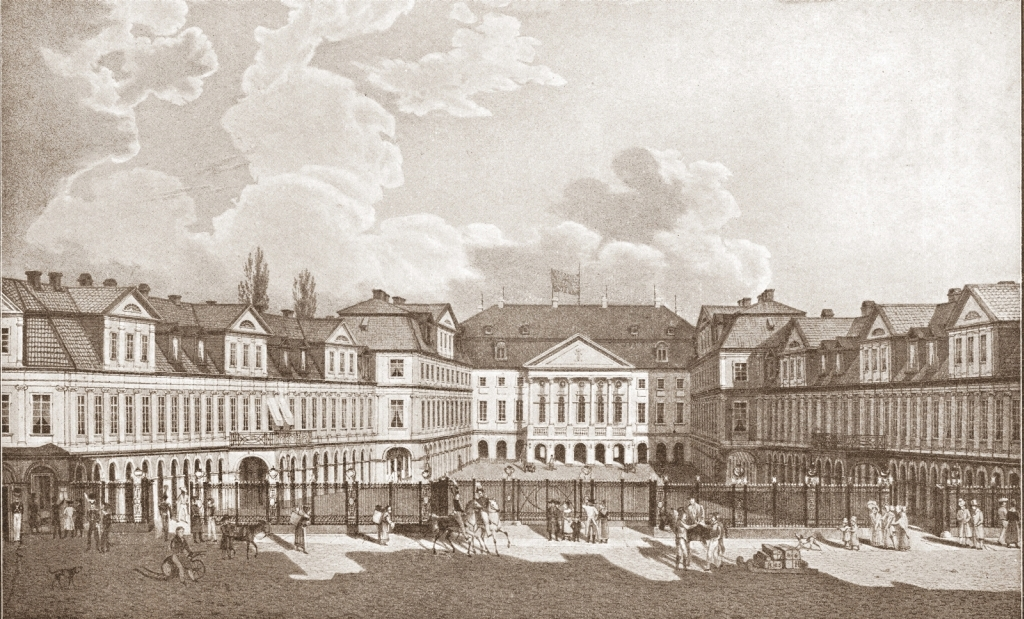
Le château de Brunswick avant 1830

Le maître d’œuvre et premier architecte de la cour, Hermann Korb, s'en vit confier les travaux. En 1717, le Graue Hof de Braunschweig devint le palais protocolaire, mais la résidence princière demeura le château de Wolfenbüttel pendant tout le règne. Le faste de la cour fut souligné par l'achat d'un mobilier et d'une argenterie coûteux. 
Conformément au testament politique de son père, il s'efforça de promouvoir l'industrie et le commerce par le mercantilisme. Cela commença par la manufacture de tabac : par un édit du 17 décembre 1716, l'importation de tabac, y compris de tabac de Virginie, fut interdite. On ne devait plus vendre que du tabac de la manufacture du Kohlmarkt de Brunswick, et les voyageurs revenant de l'étranger ne devaient ramener qu'une quantité de tabac étranger correspondant à leur consommation personnelle. Étant donné la qualité médiocre du tabac local, les débits de tabac se multiplièrent aux frontières de la principauté.
En 1727, le duc fit aménager les forges de Wilhelmshütte à Bornum dans le Hartz, non loin de Bockenem.
Sous son règne, l'exercice des professions fut sévèrement réglementé, car jusque-là, droit et économie étaient nettement séparés. Le président de la haute cour, Hieronymus von Münchhausen (1680–1742), systématisa le recouvrement des impôts, des dettes et des baux. L'impôt sur la bière y contribua fortement, puisqu’il n'affectait pas uniquement les grandes brasseries, mais aussi les petits producteurs qui bénéficiaient d'une patente pour leur production personnelle.
Auguste-Guillaume promulgua, le 21 février 1721, une réforme de la pratique médicale dans ses États, afin de combattre une charlatanerie qui se donnait libre cours : le décret réglementait non seulement la formation des médecins et barbiers-chirurgiens et la pratique de la médecine, mais établissait également des distinctions dans les champs de compétence et fixait les niveaux d'honoraires : il serait désormais interdit de pratiquer la saignée sans la présence d'un médecin diplômé. Le secret médical n'était imposé qu'aux médecins, non aux chirurgiens. En revanche, les chirurgiens étaient tenus, après avoir apporté les premiers soins aux patients en danger imminent, de signaler le cas aux autorités.

### Politique intérieure et extérieure
Lorsque les relations se tendaient avec la Prusse, Auguste-Guillaume veillait lui-même à ce que la situation ne dégénère pas en conflit ouvert. Frédéric-Guillaume Ier, en effet, envoyait des recruteurs par toute l'Europe y enlever des géants pour sa garde personnelle, les lange Kerle : ces hommes étaient peu regardants sur les moyens. C'est pourquoi Georges II promulgua un édit qui les mettait hors-la-loi. Cela se traduisit par une escalade diplomatique, avec envoi de la troupe à Magdebourg et Halberstadt ; mais l'intercession du duc de Brunswick évita la guerre et même un duel entre les deux monarques.
Un favori du duc, Konrad Detlev von Dehn, exerça une forte influence à la cour pendant deux décennies : simple page jusqu'en 1703, il fut élevé junker de la haute chambre à l'avènement d'Auguste-Guillaume, et dès 1720 recevait du prince la délégation de contreseing : c'est lui qui, au nom du prince, visait les décisions et arrêts du conseil princier et du Parlement en vue de leur exécution. Le duc l'employa comme diplomate auprès des cours régnantes : il y rédigeait des comptes-rendus détaillés sur l'étiquette, les mœurs et l'architecture locales à Auguste-Guillaume.
Konrad von Dehn dévoila au duc des courriers dans lesquels le président du Parlement, Münchhausen, dénonçait le goût du faste d'Auguste-Guillaume et les dépenses somptuaires de la cour. Une commission d'enquête, présidée par Dehn, ainsi qu'une recommandation de l'université de Helmstedt, présidée par Augustin von Leyser, un ennemi personnel de Münchhausen, prononcèrent la déchéance du parlementaire ; mais le frère du duc, Louis-Rodolphe, déclara devant le tribunal princier (le Reichshofrat), que Münchhausen ne méritait ni le renvoi, ni des poursuites fiscales.
Or von Dehn lui-même s'était compromis dans des fraudes financières avec le conseiller von Rhetz et l'administrateur de l'orphelinat de Lutterloh. Tombé en disgrâce auprès du prince, il fut lui-même démis le 21 février 1731 de toutes ses charges, perdit sa pension annuelle de 1 000 thalers. Auguste-Guillaume mourut quelques semaines plus tard, et son successeur, Louis-Rodolphe, refusa de rétablir la pension de von Dehn au vu des finances délabrées du Brunswick.
Auguste-Guillaume meurt sans enfants, et son frère cadet Louis-Rodolphe lui succède.

### Mariages

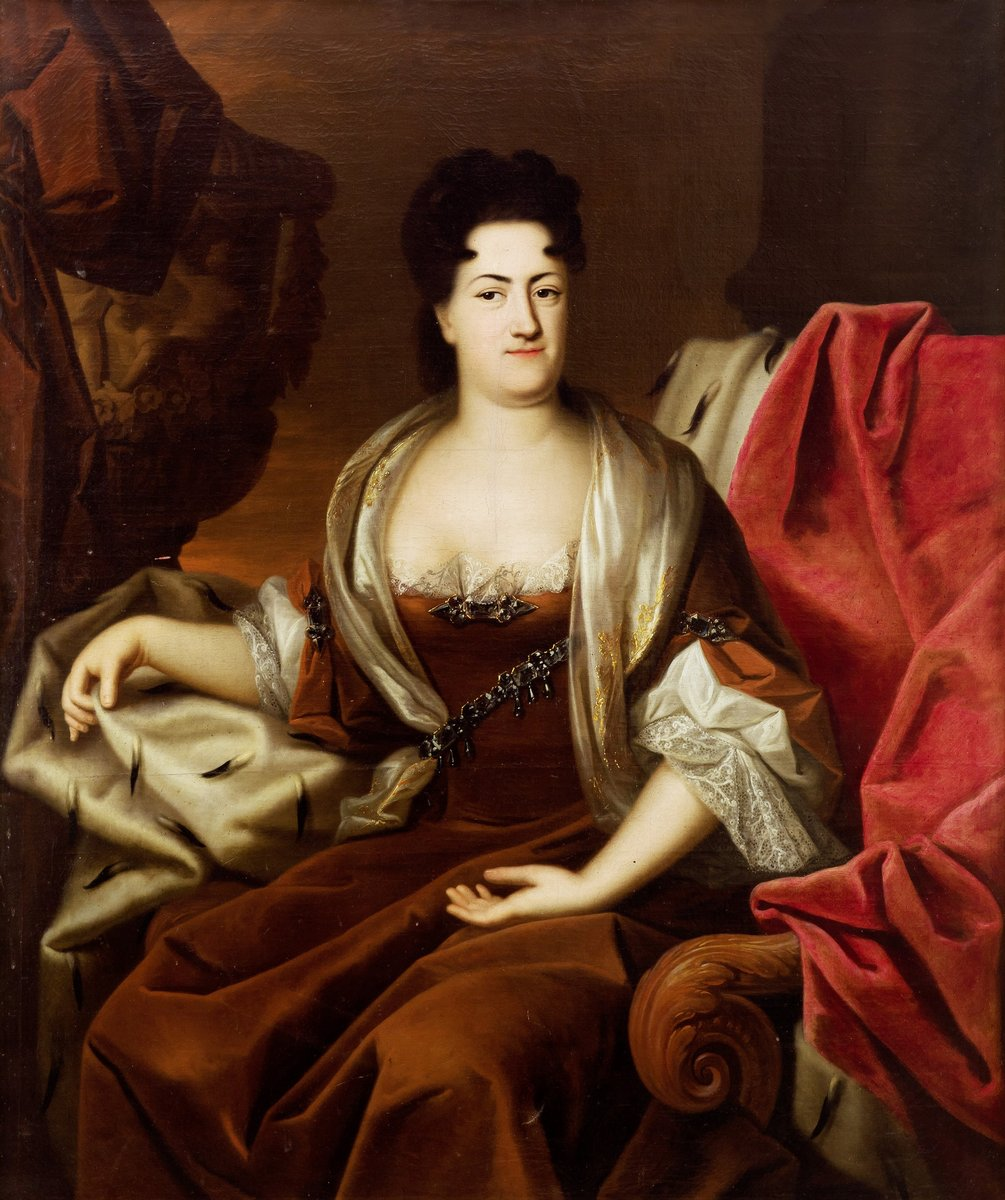
La duchesse Elisabeth-Sophie Marie,
tablieau de Christoph Bernhard Francke (avant 1729).

Auguste-Guillaume, marié trois fois, était en fait bisexuel : il se flattait d'avoir été initié au commerce des deux sexes à Venise. Il se prit de passion pour le comte Charles-Louis, demi-frère de Liselotte du Palatinat, à qui Auguste-Guillaume sauva la vie alors que celui-ci essayait de « forcer » (bedrängen) le jeune prince d'Eisenach,,.
Auguste-Guillaume eut donc pour épouses :
- en 1681, Christine-Sophie (1654-1695), fille du duc Rodolphe-Auguste de Brunswick-Wolfenbüttel ;
- en 1695, Sophie-Amélie (1670-1710), fille du duc Christian-Albert de Holstein-Gottorp ;
- en 1710, Élisabeth-Sophie-Marie (1683-1767) (de), fille du prince Rodolphe-Frédéric de Schleswig-Holstein-Sonderbourg-Norbourg (da).

Ces trois mariages sont demeurés stériles.